# 伊吾の戦い
伊吾の戦い（いごのたたかい）は、中国共産党には「伊吾保衛戦」と呼ばれる戦闘であり、最終的に中国共産党が勝利した。新疆の中国共産党による掌握及び新中国成立の後も、蔣介石に忠誠を誓った新疆の中国国民党支持の軍事指導者らの一部は共産党側への投降を拒否した。これらの国民党支持の部隊の一部がアラトゥルク県の伊吾鎮（ウイグル語：Ara Türük）をゲリラ基地として確保し、最終的に蔣介石が大陸本土に帰還するまで戦うことことを決定した。

## 戦闘
人民解放軍16師46団1営2連は100人未満の兵力で、ハミの北東200 kmにある伊吾の町に駐留していた。国民党政府のハミ特使長官であるユルバース・カーンと元国民党の県長アブドゥッラーの指揮下の700人以上の国民党軍は1950年3月下旬に伊吾を占領することを計画した。国民党軍による攻撃は、1950年3月29日に予定通りに開始された。
国民党側は3日以内に町を奪還できると確信していた。戦闘初日、国民党側は町に隣接する北の高地と南の高地を奪還することに成功して、町の中の敵守備陣を深刻に脅かした。これを知った敵軍は4つの分隊を出して両高地を奪還し、町の防衛を固め、国民党側を脅かした。国民党側は両高地を奪還しようとしたが、数十回の攻撃を行うも大きな損失を出して撃退され、惨憺たる失敗に終わった。これ以上の犠牲者を避けるために戦術を変更しなければならないことを認識して、国民党側は小規模な反復攻撃の戦術を変更し、1950年4月5日に統合された大規模な攻撃を開始した。午前3時から午前8時までの5時間に及ぶ戦闘の後、国民党側ははまたしても敵の防御者に有利な地形のために大きな損失を被り敗北した。これは国民党側の最後の大規模な攻撃であった。この敗北は国民党側に多大な損害を与えたため、彼らは同じような規模の戦闘は二度と繰り返すことができなかった。
通信状況が悪く、そのうえ、最も近い人民解放軍部隊は200 km以上離れていたため、最も近い人民解放軍は伊吾で包囲されていることを知り、わずかばかりの援軍を送ったのは1950年4月上旬であった。しかしこの援軍は国民党側に町から数十キロも離れた地点で阻止された。 情報不足のため、人民解放軍の増援部隊の指揮官は町が国民党の手に落ちたと誤って信じ、1950年4月14日に沁城に撤退した。しかし、伊吾を守る人民解放軍は7次にわたる国民党側の攻撃を成功裏に撃退し、その過程で有利な地形を利用し甚大な損害を与えた。
1950年5月初旬、人民解放軍第16師は46団1営2連が伊吾を掌握していることを知り、直ちに2つの大隊を増援に出した。1950年5月7日までに、人民解放軍の増援隊は黒山頭を奪取し、町を包囲した国民党軍をさらに包囲した。町を守る解放軍とそれを取り囲む解放軍の増援隊に挟まれ、国民党軍の進退は極まった。全てが終わったことを悟った国民党軍は、逃げる場所がないにもかかわらず逃げようとした。以吾の守備隊は増援隊と連携し、その日のうちに国民党軍を全滅させ、国民党軍は一人も逃げ出すことができなかった。彭徳懐中央人民政府人民革命軍事委員会副主席はこの町の防衛の成功に対して、人民解放軍16師46団1営2連に鋼鉄英雄連の称号を授与し、副大隊長の胡青山には戦闘英雄の称号を授与した。

## 参照
- Benson, Linda (1990). The Ili Rebellion: the Moslem challenge to Chinese authority in Xinjiang, 1944-1949. M.E. Sharpe. ISBN 0-87332-509-5
- Starr, Frederick (1985). “Chapter 3. Political History and Strategies of Control, 1884-1978 James A. Millward and Nabijan Tursun”. Xinjiang: China's Muslim borderland. Armonk: M.E. Sharpe. ISBN 978-0-7656-1317-2